# Soane Patita Paini Mafi
Soane Patita Paini Mafi (Nuku'alofa, 19 december 1961) is een Tongaans geestelijke en een kardinaal van de Rooms-Katholieke Kerk.
Mafi werd op 29 juni 1991 tot priester gewijd. Op 28 juni 2007 werd hij benoemd tot bisschop-coadjutor van Tonga; zijn bisschopswijding vond plaats op 4 oktober 2007. Toen Soane Lilo Foliaki S.M. op 18 april 2008 met emeritaat ging, volgde Mafi hem op als bisschop van Tonga.
Mafi is sinds 2010 president van de bisschoppenconferentie van Oceanië.
Mafi werd tijdens het consistorie van 14 februari 2015 kardinaal gecreëerd. Hij kreeg de rang van kardinaal-priester. Mafi was toen het jongste lid van het college van kardinalen. Zijn titelkerk werd de Santa Paola Romana.